# Csönge
Csönge község Vas vármegyében, a Celldömölki járásban.

## Fekvése
A Rába folyó kavicsos hordalékából álló Kemenesháton fekszik, amelyet a 19. század közepéig hatalmas csererdő borított. Ezt később akácerdő váltotta fel, melynek szaporítóanyagát főleg az a fa adta, amely ma is (immár több mint 200 éve) áll a csöngei evangélikus parókia udvarán, s amely testvérfája a szarvasi „Tessedik-fának”.
A szomszédos települések: észak felől Kenyeri, délkelet felől Vönöck, Kemenessömjén és Kemenesmihályfa, dél felől Ostffyasszonyfa, nyugat felől pedig Uraiújfalu. Csak kevés híja van annak, hogy közigazgatási területe nem érintkezik északnyugat felől még Nick határszélével is.

### Megközelítése
Csak közúton érhető el, Kenyeri vagy Ostffyasszonyfa érintésével, a 8451-es úton. Határszéleit érinti még a 8452-es és a 8611-es út is, de lakott területeit ezek messze elkerülik.

## Története és jelene
A község mintegy ötszáz lakosának zöme evangélikus. Az ellenreformáció után egyházközösségüket csak a 18. század későbbi szakaszában alakíthatták újra, de iskolaházuk már 1706-ban volt. 1784-ben templomot is építettek. A fagerendás mennyezetű épület belsejében három oldalon faoszlopok által tartott karzat látható, amelynek orgona felőli részén egy padba a következő szöveg van vésve:
„Spes confisa Deo nunquanm confusa recedit” (Az istenbe vetett reménység sohasem szégyenít meg.)
Ezt Petőfi Sándornak tulajdonítják, a hagyomány szerint a szerelmes fiú innen nézte Csáfordi Tóth Rózát.
A csöngei óvoda 1970-ben költözött az ev. iskola épületébe. (Az ev. egyház 40 holdja került 1951-ben állami tulajdonba.) Ma az iskola az ostffyasszonyfai Petőfi Sándor Általános Művelődési Központ iskolájaként 2 alsós osztályt működtet Csöngén, az egyik az óvodával egy épületben (volt ev. iskola épület).
A kb. 165 nm alapterületű parókia (a templom és a Weöres Sándor Óvoda szomszédságában) 1200 öles udvarával a hitéleti alkalmakat helyenként éppúgy, mint az (ép- és fogyatékos gyermekeknek). Erdei Iskolaként tavasztól -őszig vagy kihelyezett zeneiskolai tagozatként, vagy nyári művészeti (irodalmi, drámaszínjátszó, festőtáborként, /mint több évvel ezelőtt/ zenei, vagy néptánc, vagy környezetvédelmi, egyházi táborként, vagy más turisztikai csoportok szállásaként működhetne akadálymentessé tétele, felújítása után.

## Közélete

### Polgármesterei
- 1990–1994: Baranyai Ernő (független)[3]
- 1994–1998: Baranyai Ernő (független)[4]
- 1998–2002: Baranyai Ernő (független)[5]
- 2002–2006: Baranyai Ernő (független)[6]
- 2006–2010: Baranyai Ernő (független)[7]
- 2010–2014: Baranyai Ernő (független)[8]
- 2014–2019: Nyéki Sándor (független)[9]
- 2019–2024: Nyéki Sándor (független)[10]
- 2024– : Nyéki Sándor (független)[1]

## Népesség
A település népességének változása:
| Lakosok száma | 382  | 392  | 374  | 370  | 355  | 342  | 337  |
|               | 2013 | 2014 | 2015 | 2021 | 2022 | 2023 | 2024 |

A 2011-es népszámlálás során a lakosok 95,3%-a magyarnak, 2,4% németnek, 11,5% cigánynak mondta magát (3,1% nem nyilatkozott; a kettős identitások miatt a végösszeg nagyobb lehet 100%-nál). A vallási megoszlás a következő volt: római katolikus 44,1%, református 1,3%, evangélikus 47%, felekezet nélküli 2,4% (5% nem nyilatkozott).
2022-ben a lakosság 87,9%-a vallotta magát magyarnak, 2,5% cigánynak, 1,4% németnek, 1,1% románnak, 0,6% ukránnak, 0,3% örménynek, 0,3% ruszinnak, 1,7% egyéb, nem hazai nemzetiségűnek (10,1% nem nyilatkozott; a kettős identitások miatt a végösszeg nagyobb lehet 100%-nál). Vallásuk szerint 36,6% volt római katolikus, 31,5% evangélikus, 0,8% református, 0,3% ortodox, 3,1% egyéb katolikus, 3,7% felekezeten kívüli (23,9% nem válaszolt).

## Nevezetességei
A falu szélén található a budakeszi Weöres család birtokainak utolsó épülete, amelyben ma Weöres emlékmúzeum van. A kertben egy Weöres Sándor szobrot is felállítottak. A múzeum kulcsát a falu másik (Ostffyasszonyfa felőli) végén kérheti el az érdeklődő, a templom közelében lévő házban.
Templomában Petőfi Sándor is megfordult ostffyasszonyfai tartózkodása során, erről mesélnek néhány helyi legendát. Temetőjében (a falun kívül, nem messze a templomtól) van a Weöres család kriptája. Weöres Sándor édesanyjának sírja ettől külön, a bejárat közelében található. A sírkövet Borsos Miklós készítette.